# Gymnocephalus
Gymnocephalus és un gènere de peixos pertanyent a la família dels pèrcids.
Segons la Unió Internacional per a la Conservació de la Natura, només Gymnocephalus ambriaelacus es troba en perill crític d'extinció.

## Taxonomia
- Gymnocephalus acerinus (Güldenstädt, 1774)[3]
- Gymnocephalus ambriaelacus (Geiger & Schliewen, 2010)[4]
- Gymnocephalus baloni (Holčík & Hensel, 1974)[5]
- Gymnocephalus cernuus (Linnaeus, 1758)[6]
- Gymnocephalus schraetser (Linnaeus, 1758)[7][8][9][10][11][12]